# Preziosissimo Sangue di Nostro Signore Gesù Cristo
Preziosissimo Sangue di Nostro Signore Gesù Cristo je kardinálský titulární kostel ustanovený 24. listopadu 2007 bulou Purpuratis Patribus papeže Benedikta XVI. Tento kostel se nachází na Via Flaminia v Římě. Prvním titulárním kardinálem se stal John Njue arcibiskup Nairobi.

## Titulární kardinálové
| Jméno     | Funkce                    | Od           | Do         |
| --------- | ------------------------- | ------------ | ---------- |
| John Njue | Arcibiskup Nairobi (Keňa) | 24. 11. 2007 | současnost |